# William Bishop
William Avery „Billy” Bishop (ur. 8 lutego 1894 w Owen Sound w Ontario, zm. 11 września 1956 w Palm Beach na Florydzie) – kanadyjski pilot myśliwski, jeden z największych asów myśliwskich okresu I wojny światowej i najskuteczniejszy pilot Imperium Brytyjskiego. Autor 72 zwycięstw powietrznych. Nazywany był „Samotnym Jastrzębiem”.

## Życiorys

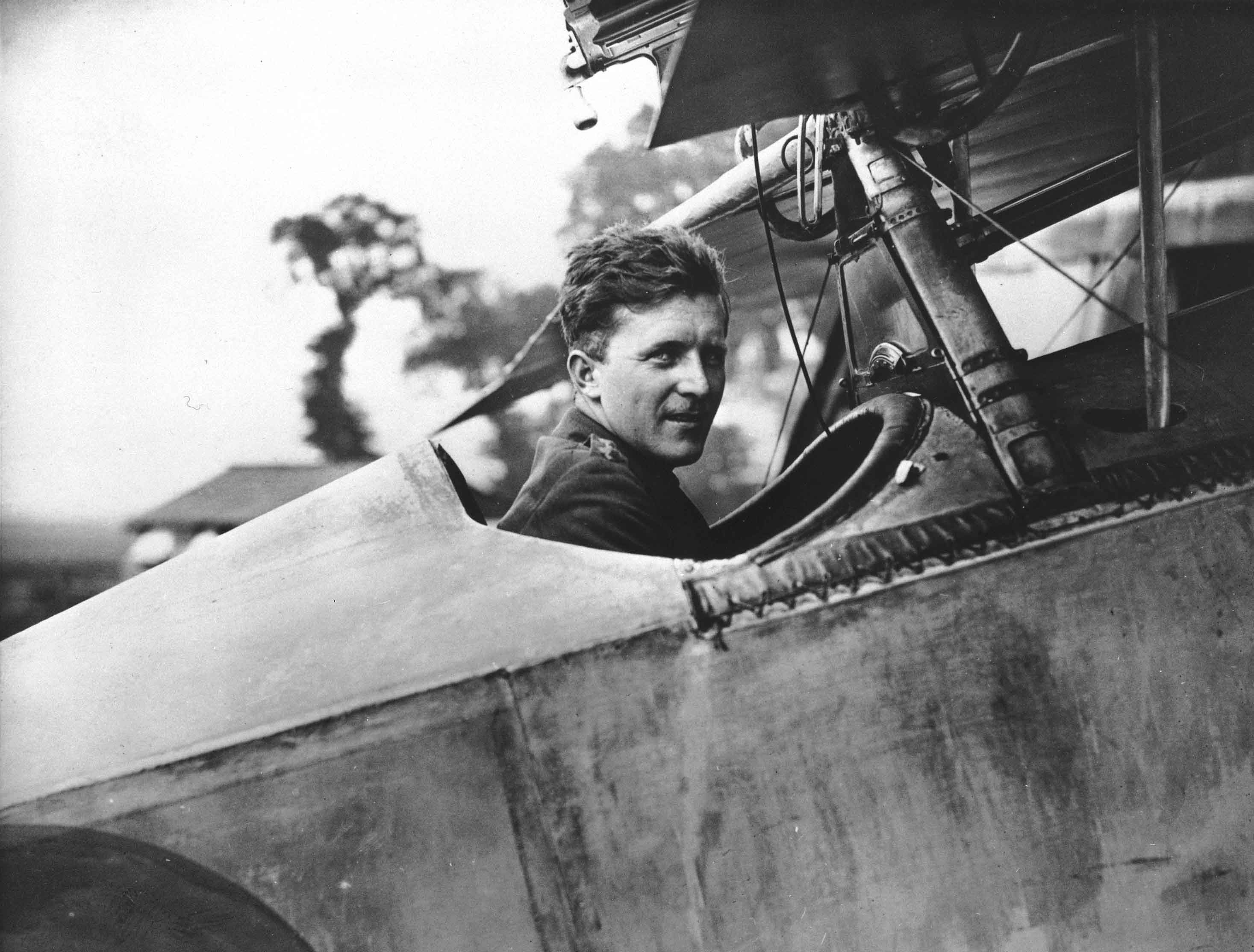
William „Billy” Bishop

Urodził się w małym kanadyjskim miasteczku w Ontario jako drugie z trojga dzieci prawnika Williama A. Bishopa i Margaret Bishop. W młodości określany był mianem maminsynka i nikt nie dawał mu najmniejszych szans, że zostanie bohaterem Kanady w I wojnie światowej. Miał wadę wymowy, wolał taniec od jakiejkolwiek dyscypliny sportowej, dlatego nie miał dobrej opinii wśród kolegów. Był słabym uczniem, uciekał ze szkoły, by grać w bilard. Jego nauczyciele obawiali się, że niczego w życiu nie osiągnie. Jako kadet elitarnej Royal Military College, do której wstąpił w 1911 roku, wsławił się zapisem w kronice uczelni, że był chyba najgorszym kadetem w jej historii. W 1914 miał być usunięty z akademii za oszukiwanie przy grze w karty, jednak wszelkie działania w tym kierunku zniweczył wybuch I wojny światowej.
William Bishop miał poważne problemy w przystosowaniu się do życia wojskowego. Podobnie jak w szkole kadetów nie znosił dyscypliny, ponadto uzależnił się od alkoholu. W grudniu 1915 roku po służbie w Kanadyjskich Siłach Ekspedycyjnych, został przeniesiony do Królewskiego Korpusu Lotniczego. Licencję pilota otrzymał w 1917 roku. Jego debiut za sterami samolotu zakończył się spektakularną kraksą, kiedy to w pierwszym samodzielnym locie Bishop rozbił powierzony mu myśliwiec Nieuport 17. Do końca kariery wyróżniał się fatalnymi startami i lądowaniami. Posiadał za to najważniejszą cechę dla pilota myśliwskiego – skuteczność w walce z przeciwnikiem w powietrzu. Billy Bishop był dobrym strzelcem. Strzelał od czasu, gdy dostał od ojca pod choinkę strzelbę i obietnicę, że otrzyma 25 centów za każdą upolowaną wiewiórkę. Umiejętności myśliwskie przydały mu się na froncie – w walkach powietrznych często zestrzeliwał niemieckie samoloty jedną salwą.

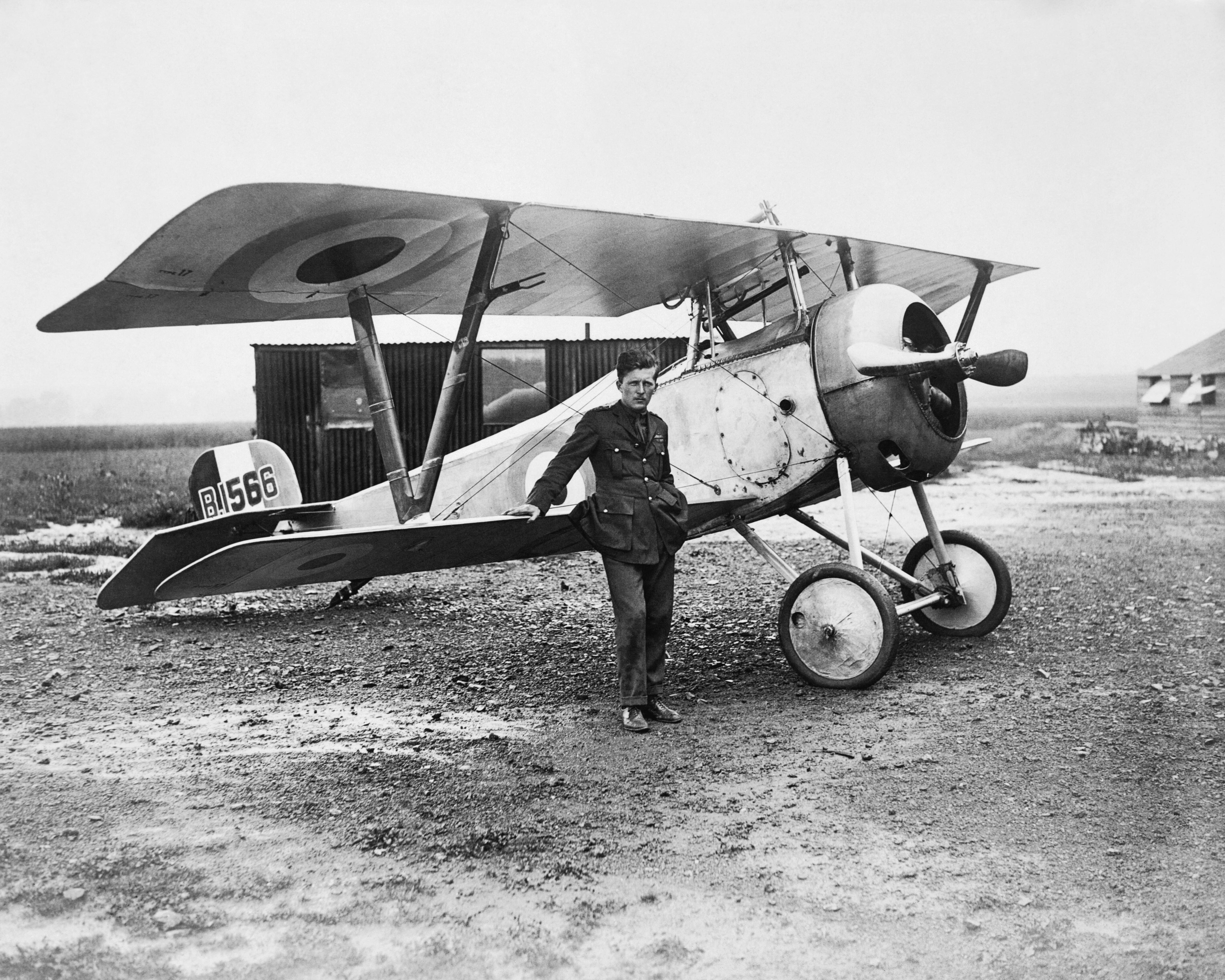
Pilot Billy Bishop przy samolocie Nieuport 17 w 1917

25 marca 1917 roku Bishop osiągnął pierwsze zwycięstwo, pokonując w powietrzu niemieckiego Albatrosa D.III. Największy sukces w karierze pilota myśliwskiego odniósł 2 czerwca 1917 roku, kiedy to sam wczesnym rankiem, bez ubezpieczenia, poleciał za linie niemieckie. Niebieska maszyna Nieuport 17, którą pilotował nadleciała nad przypadkowo wybrane lotnisko niemieckie. Billy Bishop najpierw ostrzelał je z karabinów maszynowych, a następnie zestrzelił startującego Albatrosa. Drugiego tak nastraszył, że jego pilot w czasie startu uderzył w drzewo. Dwa następne Albatrosy, które wzbiły się w powietrze, zostały przez Bishopa zestrzelone. Pozbawiony amunicji, powrócił do bazy. Była 5.30 rano. Jego towarzysze broni jeszcze spali. Ta spektakularna akcja przyniosła mu Krzyż Wiktorii – pierwszy raz przyznany kanadyjskiemu lotnikowi.
W chwili zakończenia I wojny światowej Billy Bishop okazał się największym, obok Foncka, żyjącym asem lotnictwa myśliwskiego. Zestrzelił co najmniej 72 samoloty przeciwnika. W uznaniu zasług i sukcesów powietrznych otrzymał, oprócz Krzyża Wiktorii: dwukrotnie Order Wybitnej Służby, Military Cross, Distinguished Flying Cross, francuską Legię Honorową V Klasy i francuski Krzyż Wojenny.